# Maisoncelle (Seine-Maritime)
Maisoncelle is een gehucht in de Franse gemeente Avesnes-en-Val in het departement Seine-Maritime in Normandië.
Het gehucht ligt een kilometer ten westen van Villy-le-Haut,.

## Geschiedenis
De 18de-eeuwse Cassinikaart toont hier het plaatsje Maisoncelle.
Op het eind van het ancien régime op het eind van de 18de eeuw, toen de gemeenten werden gecreëerd, werd de plaats een deel van de gemeente Caudecotte of Villy-le-Haut. Toen die gemeente in 1825 al werd opgeheven, werd Maisoncelle mee ondergebracht in de gemeente Avesnes.
Aigumont · Avesnes-en-Val · Blanques · Feuilloy · Maisoncelle · Règnetuit · Saint-Aignan · Villy-le-Haut